# Credito Siciliano
Il Credito Siciliano è stata una banca italiana del Gruppo Credito Valtellinese.

## Storia
Le origini della Banca Popolare Santa Venera risalgono al 1908 quando venne costituita ad Acireale con il nome di Cassa Operaia Santa Venera; quelle della Cassa San Giacomo al 1896 quando don Luigi Sturzo fondò a Caltagirone la Cassa Rurale di San Giacomo; quelle della Banca Regionale Sant'Angelo S.p.a., nata dalla scissione di un ramo d'azienda della Banca Popolare sant'Angelo, società cooperativa con sede a Licata.
Il Credito Siciliano nasce il 19 giugno 2002 dalla fusione per incorporazione della Banca Popolare Santa Venera e della Leasingroup Sicilia nella Banca Regionale Sant'Angelo. Dal 17 luglio 2002 il Credito Siciliano ha avuto in dotazione anche gli sportelli della Cassa San Giacomo. 
Nel 2008 la banca registra un utile di 12,4 milioni di euro.
Nel maggio 2018 è approvata l'operazione di fusione per incorporazione di Credito Siciliano in Creval (Credito Valtellinese), il rapporto di concambio è fissato in 78,35 nuove azioni Creval. In data 25 giugno 2018 è diventata efficace la fusione per incorporazione nel Credito Valtellinese. Nel 2021 quest'ultimo viene acquisito dal gruppo Crédit Agricole Italia. Dal 24 aprile 2022 Creval viene incorporata nel Crédit Agricole Italia.